# San Francisco de Conchos
San Francisco de Conchos é uma cidade do estado de Chihuahua, no México.